# Saint-François-de-Pabos
Saint-François-de-Pabos est un secteur de la ville de Chandler, en Gaspésie–Îles-de-la-Madeleine, au Québec. La municipalité, fondée en 1929, est annexée à Chandler au terme du processus de réorganisation municipale québécois de 2001.

## Histoire
La municipalité Saint-François est fondée en 1929.
En 2001, cette petite municipalité est annexée à Chandler au terme du Processus de réorganisation des municipalités du Québec, et devient un quartier de Chandler.

## Géographie
Saint-François est l'arrière pays de la municipalité de Chandler.